# Eichigt
Eichigt is een gemeente en plaats in de Duitse deelstaat Saksen, en maakt deel uit van de Vogtlandkreis.
Eichigt telt 1.165 inwoners.

## Kernen
Tot de gemeente behoren de kernen (Ortsteile):
- Bergen (bei Adorf)
- Birkigt
- Ebersbach
- Ebmath
- Eichigt
- Hammerleithen
- Hundsgrün
- Gräben im Thale
- Kugelreuth
- Süßebach
- Tiefenbrunn
- Pabstleithen
- Wieden

## Galerij

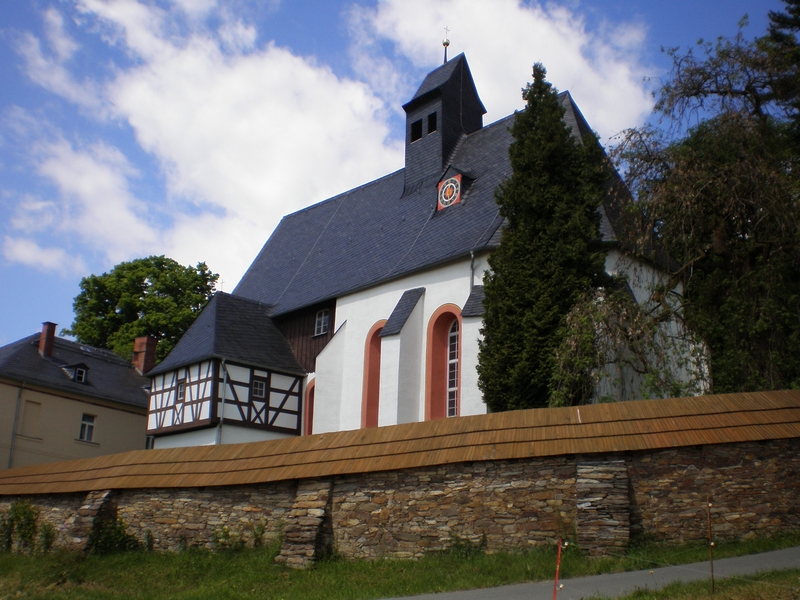
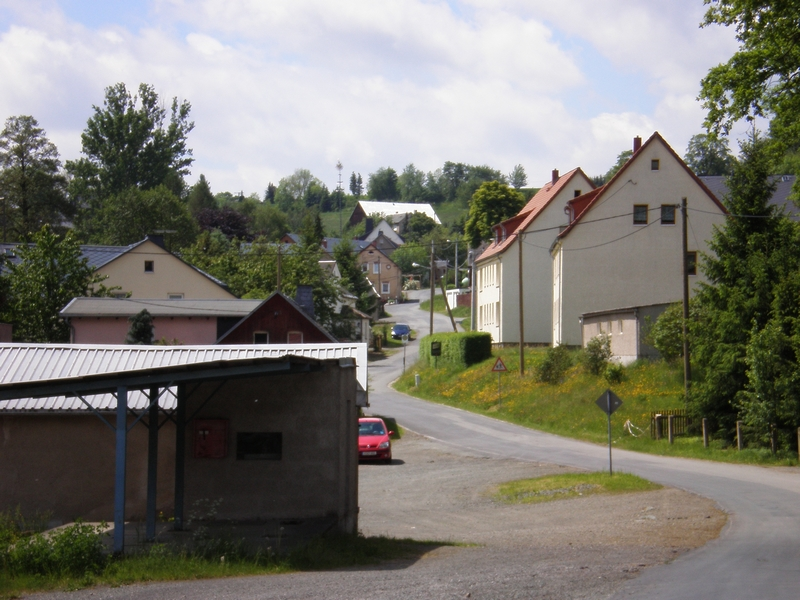
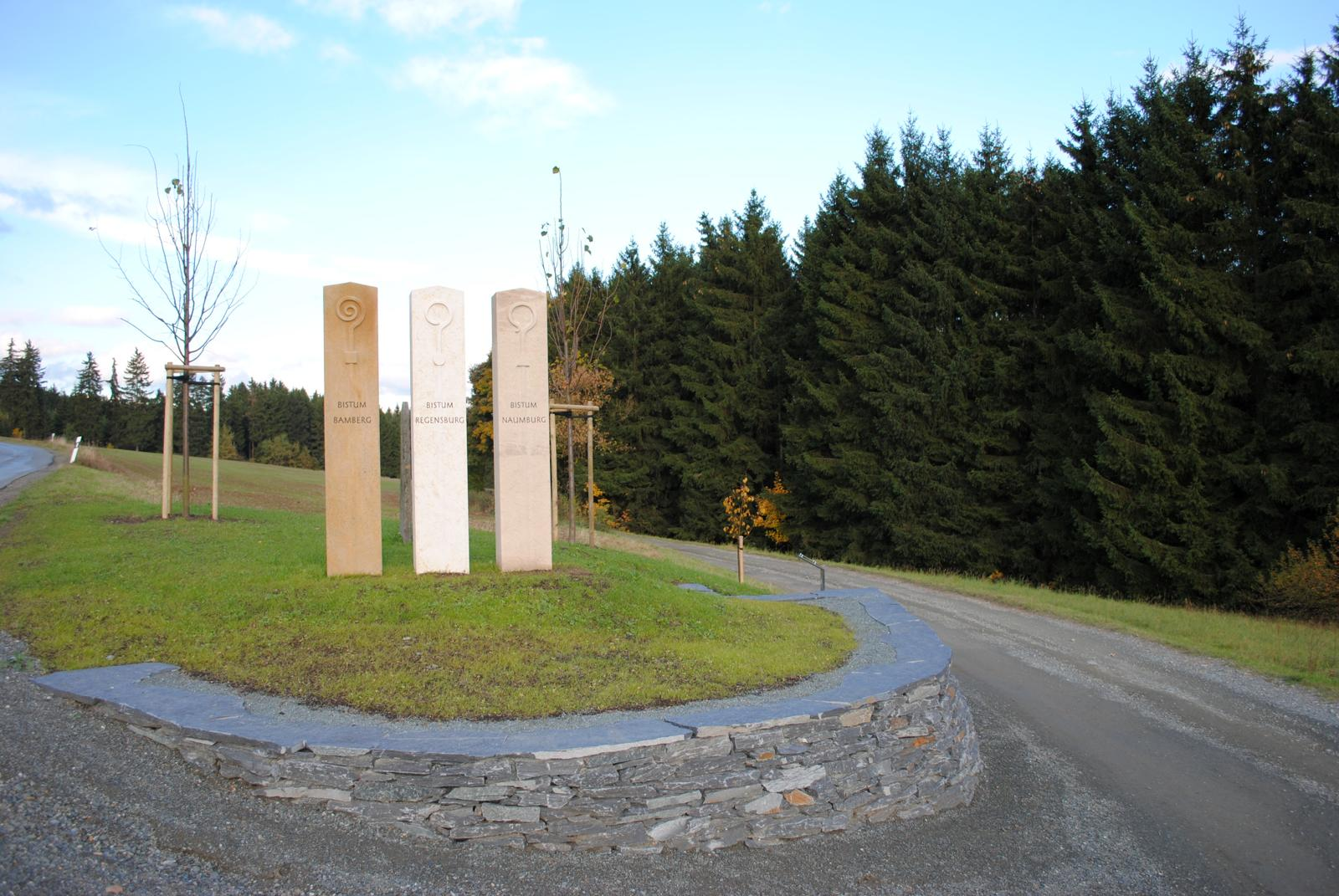
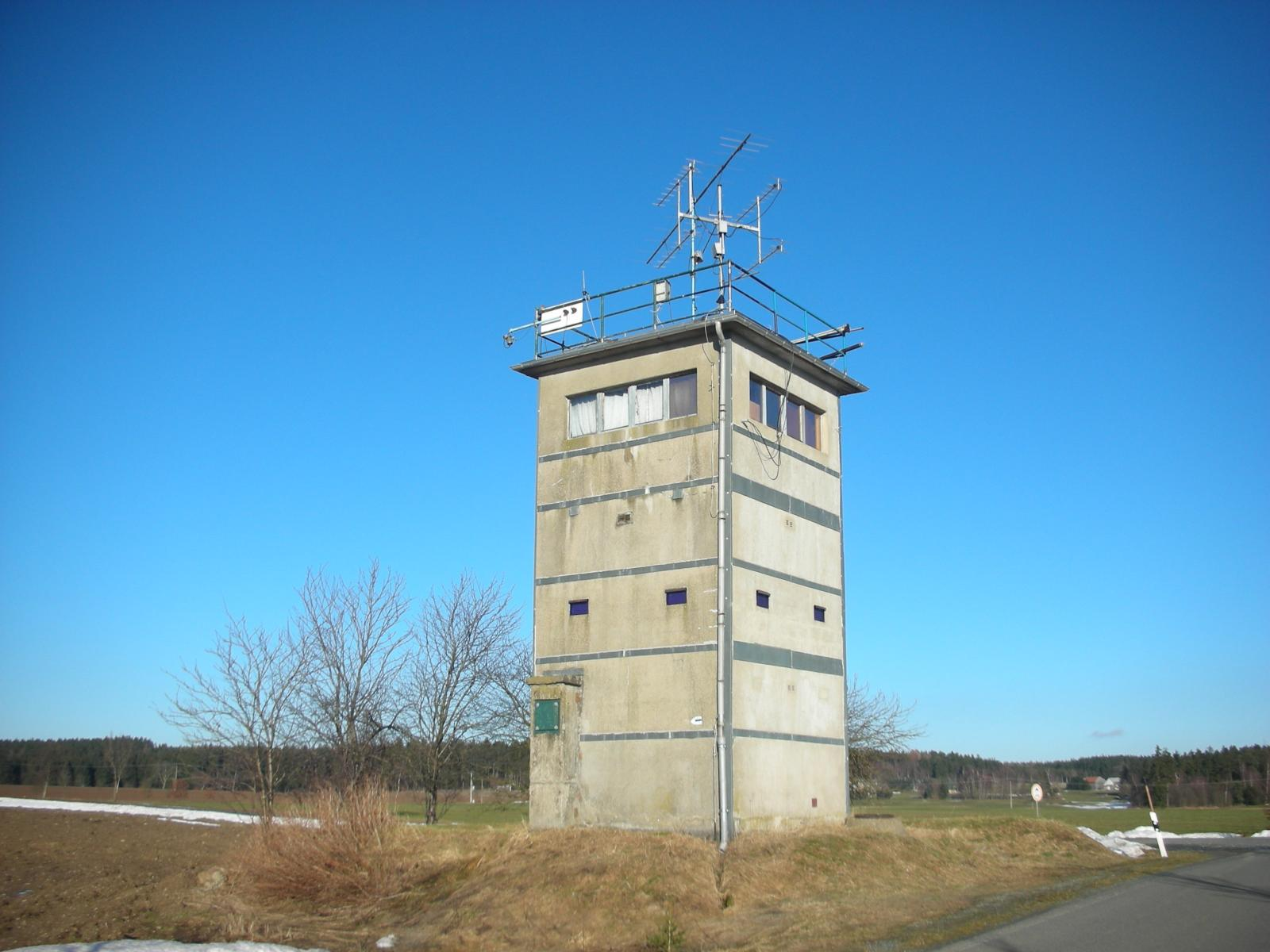
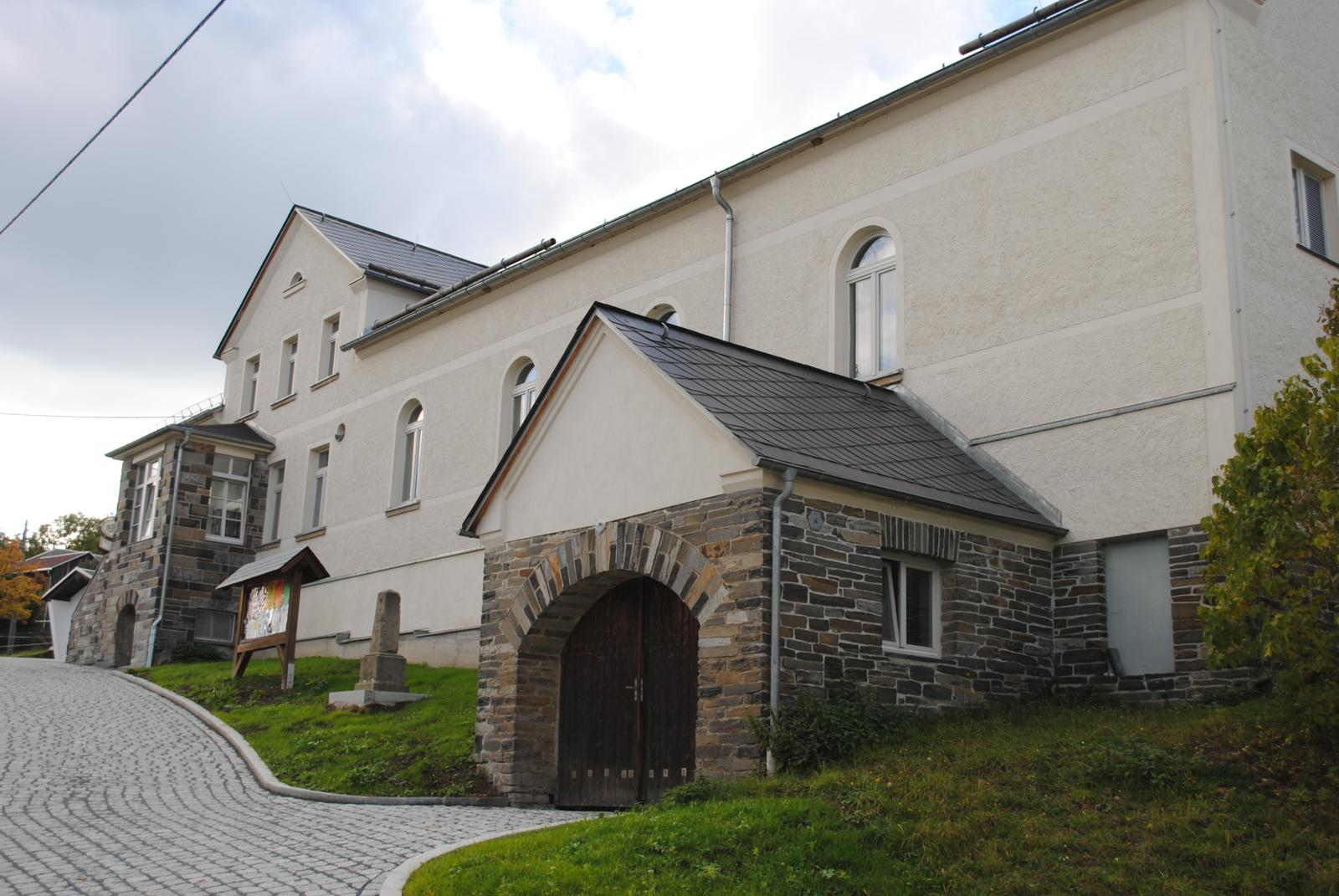

Adorf ·
Auerbach ·
Bad Brambach ·
Bad Elster ·
Bergen ·
Bösenbrunn ·
Eichigt ·
Ellefeld ·
Elsterberg ·
Falkenstein ·
Grünbach ·
Heinsdorfergrund ·
Klingenthal ·
Lengenfeld ·
Limbach ·
Markneukirchen ·
Mühlental ·
Mühltroff ·
Muldenhammer ·
Netzschkau ·
Neuensalz ·
Neumark ·
Neustadt/Vogtl. ·
Oelsnitz ·
Pausa-Mühltroff ·
Plauen ·
Pöhl ·
Reichenbach im Vogtland ·
Rodewisch ·
Rosenbach/Vogtl. ·
Schöneck/Vogtl. ·
Steinberg ·
Theuma ·
Tirpersdorf ·
Treuen ·
Triebel/Vogtl. ·
Weischlitz ·
Werda ·
Zwota